# Regeringen Kallio II
Regeringen Kallio II var det självständiga Finlands trettonde regering bestående av Agrarförbundet och Samlingspartiet. Regeringen var en minoritetsregering. Ministären regerade från 31 december 1925 till 13 december 1926.
Kyösti Kallio, som tjänstgjorde som statsminister för andra gången, var en stark förespråkare för det i Finland mellan 1919 och 1932 rådande alkoholförbudet. Samarbetet mellan statsminister Kallio och president Lauri Kristian Relander var konfliktfyllt. Kallio och Relander hade sin bakgrund i olika grupperingar inom Agrarförbundet. Som president var Relander  nominellt ovanför partipolitiken men sympatiserade med J.E. Sunila som var Kallios rival inom Agrarförbundet. Senare som statsminister i regeringen Sunila I hade dock även Sunila sina konflikter med Relander trots att de tidigare hade varit allierade med varandra inom partiet.
| Minister                                                                 | Ämbetsperiod                      | Parti           |
| ------------------------------------------------------------------------ | --------------------------------- | --------------- |
| Statsminister Kyösti Kallio                                              | 31 december 1925–13 december 1926 | Agrarförbundet  |
| Utrikesminister E.N. Setälä                                              | 31 december 1925–13 december 1926 | Samlingspartiet |
| Justitieminister Urho Castrén                                            | 31 december 1925–13 december 1926 | Samlingspartiet |
| Inrikesminister Gustaf Ignatius                                          | 31 december 1925–13 december 1926 | Samlingspartiet |
| Försvarsminister Leonard Hjelmman                                        | 31 december 1925–13 december 1926 | Samlingspartiet |
| Finansminister Kyösti Järvinen                                           | 31 december 1925–13 december 1926 | Samlingspartiet |
| Undervisningsminister Lauri Ingman                                       | 31 december 1925–13 december 1926 | Samlingspartiet |
| Jordbruksminister J.E. Sunila                                            | 31 december 1925–13 december 1926 | Agrarförbundet  |
| Biträdande jordbruksminister Vihtori Vesterinen                          | 31 december 1925–13 december 1926 | Agrarförbundet  |
| Minister för kommunikationsväsendet och allmänna arbetena Juho Niukkanen | 31 december 1925–13 december 1926 | Agrarförbundet  |
| Handels- och industriminister Tyko Reinikka                              | 31 december 1925–13 december 1926 | Agrarförbundet  |
| Socialminister Kalle Lohi                                                | 31 december 1925–13 december 1926 | Agrarförbundet  |

## Fotnoter
1. ↑   Kallio, Kyösti. Finlands nationalbiografi. (engelska)
2. ↑  Relander, Lauri Kr. Finlands nationalbiografi (engelska)
3. ↑  13. Kallio II Arkiverad 12 september 2014 hämtat från the Wayback Machine. Statsrådet (finska)